# Perlita (acer)
La perlita és la microestructura formada per capes o làmines alternes de les dues fases (ferro alfa o ferrita i cementita) durant el refredament lent d'un acer a temperatura eutectoide. Se li dona aquest nom perquè té l'aparença d'una perla en observar microscòpicament a pocs augments.
La perlita apareix en grans anomenats "colònies"; dins de cada colònia les capes estan orientades essencialment en la mateixa direcció i aquesta direcció varia d'una colònia a una altra. Les capes primes clares són de ferrita, i la cementita apareix com a capes primes més fosques. La majoria de les capes de cementita són tan primes que els límits de fases adjacents no es distingeixen.
Refredant l'austenita amb una concentració intermèdia de carboni, es transforma en fase ferrita, amb un contingut de carboni inferior, i en cementita, amb un percentatge molt superior de carboni. Els àtoms de carboni necessiten difondre per segregar selectivament. Els àtoms de carboni difonen de la regió ferrítics a les capes de cementita per aconseguir la concentració del 6.67% en pes de C i la perlita es propaga, a partir dels límits de gra a l'interior dels grans austenítics. La perlita forma làmines perquè els àtoms de carboni necessiten difondre la distància mínima dins de la seva estructura.
Hi ha dos tipus de perlita: 
- Perlita fina: dura i resistent.
- Perlita gruixuda: menys dura i més dúctil.

La raó d'aquest comportament rau en els fenòmens que ocorren en els límits de fases (α i cementita). En primer lloc, hi ha un alt grau d'adherència entre les dues fases en el límit. Per tant, la resistència i la rigidesa de la fase cementita restringeix la deformació de la fase ferrita, més tova, en les regions adjacents al límit, és a dir, la cementita reforça la ferrita. Aquest grau de reforçament és més elevat a la perlita fina perquè és més gran la superfície de límits de fases per unitat de volum del material. A més, els límits de fases serveixen de barrera per al moviment de dislocacions, de la mateixa manera que els límits de gra. A la perlita fina i durant la deformació plàstica les dislocacions han creuar més límits de fases que a la perlita gruixuda. D'aquesta manera el major reforçament i restricció del moviment de les dislocacions a la perlita fina es tradueixen en major duresa i resistència mecànica.
La perlita gruixuda és més dúctil que la perlita fina a conseqüència de la major restricció de la perlita fina a la deformació plàstica.
Mecànicament les perlites tenen unes propietats intermèdies entre la tova i dúctil ferrita i la dura i fràgil cementita. Els gruixos de les capes de ferrita i de cementita també influeixen en el comportament mecànic del material.
En l'acer està formada per set parts de ferrita i una de cementita, amb un 0,85% de carboni. És el constituent en estat d'equilibri dels acers de major resistència. Aquesta està al voltant de 850 MPa, amb una duresa brinell de 250 HB.